# Quezon (Palawan)
Quezon is een gemeente in de Filipijnse provincie Palawan. Bij de laatste census in 2007 had de gemeente ruim 51 duizend inwoners.

## Geografie

### Bestuurlijke indeling
Quezon is onderverdeeld in de volgende 14 barangays:
| - Alfonso XIII - Aramaywan - Berong - Calumpang - Isugod - Quinlogan - Maasin | - Panitian - Pinaglabanan - Sowangan - Tabon - Calatagbak - Malatgao - Tagusao |

## Demografie
Quezon had bij de census van 2007 een inwoneraantal van 51.234 mensen. Dit zijn 9.565 mensen (23,0%) meer dan bij de vorige census van 2000. De gemiddelde jaarlijkse groei komt daarmee uit op 2,89%, hetgeen hoger is dan het landelijk jaarlijks gemiddelde over deze periode (2,04%). Vergeleken met de census van 1995 is het aantal mensen met 14.378 (39,0%) toegenomen.

De bevolkingsdichtheid van Quezon was ten tijde van de laatste census, met 51.234 inwoners op 943,19 km², 39,1 mensen per km².